# Aporocidaris eltaniana
Aporocidaris eltaniana is een zee-egel uit de familie Ctenocidaridae.
De wetenschappelijke naam van de soort werd in 2000 gepubliceerd door Mooi, David, Fell & Choné.